# Havmyren
Havmyren är ett naturreservat i Bräcke kommun i Jämtlands län.
Området är naturskyddat sedan 2014 och är 500 hektar stort. Reservatet består av ett myrområde med tallar och björkskog. I området ligger Stentjärnen och Öster-Kroksjön.